# بوشکان

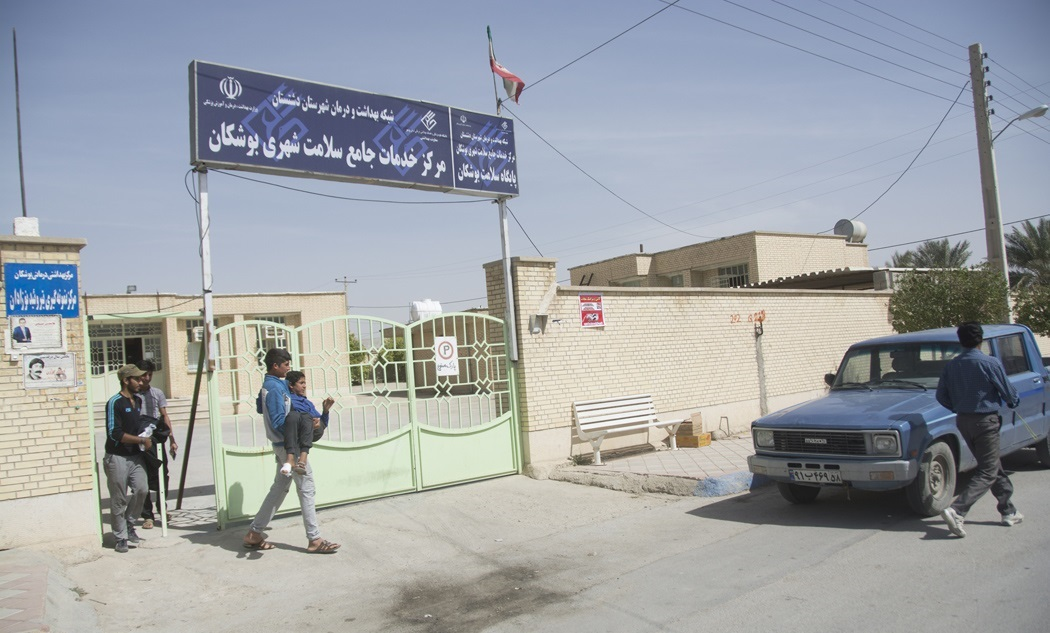
مرکز خدمات جامع سلامت شهری بوشکان

بوشکان، شهری لرنشین و لرزبان از توابع بخش بوشکان در شهرستان دشتستان استان بوشهر ایران است.
بوشکان بر اساس سرشماری سال ۱۳۹۵ جمعیت آن ۲۱۳۵ نفر (۶۰۳ خانوار) می‌باشد.

## تبدیل به شهر
- طبق گزارشهای خبری در ۲۸ آذر ۱۳۹۱، هیئت دولت با تبدیل شدن روستای بوشکان به شهر موافقت کرده و به زودی ابلاغ خواهدشد. روستای بوشکان از نظر موقعیت جغرافیایی در جنوب شرقی شهرستان دشتستان واقع شده و فاصلهٔ آن تا مرکز شهرستان ۱۱۰ کیلومتر است. جمعیت ثابت و متمرکز روستا حدود ۶۵۰ خانوار و بالغ بر ۳۵۰۰ نفر می‌باشد که البته در چندین فصل از سال جمعیتی در حدود ۵۰۰۰ نفر در روستا ساکن می‌شوند.[۴]

انتخاب شهردار جدید بوشکان
به گزارش روز شنبه ایرنا، رحیمیان متولد روستای طلحه شهرستان دشتستان است که ۲۲ سال سابقه فعالیت در شهرداری‌های جزیره خارگ، چغادک و عالی شهر را در کارنامه دارد.
وی در سال‌های خدمت خود رده‌های مختلف مدیریتی شهرداری را تجربه کرده‌است.
پیش از این نوروز نوروزی شهردار بوشکان بود.
شهر بوشکان از توابع شهرستان دشتستان است.
در تاریخ ۹۶/۱۱/۱ طی مراسمی ضمن تقدیر از زحمات آقای نوروز نوروزی شهردار سابق بوشکان؛ آقای داریوش رحیمیان به عنوان شهردار جدید معرفی شد.